# Никола Генчев
Никола Костадинов Генчев e български офицер, генерал-лейтенант, взводен командир в 9-и пехотен пловдивски полк през Първата световна война (1915 – 1918) и командир на 2-ра пехотна тракийска дивизия през Втората световна война (1941 – 1945).

## Биография
Никола Генчев е роден на 21 септември 1897 в Брацигово, Османска империя. Учи в Брациговската гимназия, след което постъпва във Военното на Негово Величество училище, като след две години и половина е произведен в чин офицерски кандидат и изпратен на фронта. Зачислен е в командвания от подполк. Борис Дрангов 9-и пехотен пловдивски полк. На 1 август 1917 г. е произведен в чин подпоручик, а от 30 юни 1919 г. е поручик. „За отличия и заслуги през третия период на войната“ съгласно заповед № 464 от 1921 г. по Министерството на войната като взводен командир в полка е награден с Военен орден „За храброст“, IV степен, 2 клас. Служи в 9-и пограничен участък. През 1924 г. е назначен на служба в 8-и пограничен участък, след което от 1925 г. е на служба в 11-а пехотна дружина, като през 1928 г., когато е реорганизирана обратно в полк е преназначен. От 1930 г. е на служба в 21-ви пехотен средногорски полк, а от 1932 г. е домакин на 2-ра дивизионна болница. През 1934 г. е назначен за адютант на 2-ра военноинспекционна област, през следващата година е назначен за командир на дружина от 9-и пехотен пловдивски полк и на 6 май 1935 г. е произведен в чин майор.
За антимонархическа дейност е уволнен от армията през 1935. Възстановен през 1942. На 14 септември 1944 е назначен за командир на 2-ра пехотна тракийска дивизия.
От 20 юли 1945 е командващ 3-та армия. От 20 декември 1945 началник на Канцеларията на Министерство на войната. Уволнен на 1 октомври 1946. По-късно осъден и изпратен в затвора в Белене.

## Семейство
Никола Генчев е женен и има 1 дете.

## Военни звания
- Офицерски кандидат (януари 1917)
- Подпоручик (1 август 1917)
- Поручик (30 юни 1919)
- Капитан (1926)
- Майор (6 май 1935)
- Полковник (30 октомври 1942)
- Генерал-майор (11 септември 1944)
- Генерал-лейтенант (5 май 1945)

## Награди
- Войнишки кръст „За храброст“, II степен (1917)
- Военен орден „За храброст“, IV степен, 2 клас (1921)
- Военен орден „За храброст“, IV степен, 1 клас
- Военен орден „За храброст“, III степен
- Народен орден „За военна заслуга“, II степен